# Вишенки (Лохвицкий район)
Вишенки (укр. Вишеньки) — село,
Безсаловский сельский совет,
Лохвицкий район,
Полтавская область,
Украина.
Код КОАТУУ — 5322680402. Население по переписи 2001 года составляло 12 человек.

## Географическое положение
Село Вишенки находится в 3,5 км от правого берега реки Сухая Лохвица, на расстоянии в 1 км от села Сокириха.

## История
- 1734 — дата основания как посёлок Барановщина.
- 1930 — переименовано в хутор Высокий.
- 1954 — переименовано в село Вишенки.